# Andoni Sagarna Izagirre
Andoni Sagarna Izagirre (Sant Sebastià, Guipúscoa, 11 de juliol de 1947) és un enginyer i acadèmic de la llengua basca. Ha estat pioner en el procés que es va viure a finals del segle XX amb l’objectiu de modernitzar i estendre l'euskera a nombrosos àmbits, tant des de la terminologia com des de la tecnologia lingüística.

## Formació acadèmica
Va estudiar enginyeria industrial de grau superior, en l'especialitat d’electricitat-electrònica, a la Universitat de Navarra. A més, l’any 1988 va obtenir el doctorat de lletres a la Universitat Autònoma de Barcelona, després de presentar la tesi que analitzava formes de modernitzar el lèxic.

## Normalització i terminologia de l'euskera
Després d’assentar les bases de l'euskera estàndard l’any 1966, quan es va haver de crear amb aquell euskera estàndard un idioma de nivell universitari que fos comprensible, precís i comunicatiu, Andoni Sagarna va ser un dels pioners més reeixits (amb José Ramon Etxebarria, Mikel Zalbide, Luis Bandrés, Joseba Intxausti, Klaudio Harluxet, Jose Antonio Aduriz, Martxel Aizpurua, Lore Azkarate, Andres Urrutia…) que van sorgir per superar aquest repte. A més, com que va impartir nombrosos cursos per a la formació en la redacció en euskera, podria dir-se que Sagarna va ser mestre de mestres de la normalització de l'euskera.
D’aquesta manera, al principi, l’any 1972, va ser un dels fundadors de l'Associació Cultural Elhuyar, juntament amb Mikel Zalbide i Luis Bandrés, entre d'altres. Després, entre 1985 i 1994, en va ser president. També va ser un dels fundadors de la Fundació Elhuyar més tard, el 2002. Paral·lelament va ser director tècnic de l'UZEI, va treballar amb Harluxet en la informatització d’obres lexicogràfiques, i allà mateix es va involucrar directament en la creació de nombrosos diccionaris nous: Fisika (1980), Kimika (1980), Kirolkidea de l’àmbit esportiu (1982), Banka (1983), Teknologia mekanikoa (1985, Sagarna en fou l'encarregat principal), Kirola/1: futbola (1985) i Glotodidaktika (1987). En aquella època, l'any 1987, l'aplicació EuskalTerm, creada per l'UZEI sota la direcció de Sagarna, va ser un exemple a seguir a nivell europeu.
Més tard, quan la cultura basca va poder fer el pas de la lexicografia a la creació d’enciclopèdies, entre 1992 i 1999 va crear a l'empresa Eusenor les següents publicacions, les quals serien obres de referència fonamentals els anys següents: Hiztegi entziklopedikoa, Euskal Hiztegi Entziklopedikoa (8 volums), Gazteen Entziklopedia i el CD-Rom Entzikloklik.
Al mateix temps, ha estat docent de l’assignatura d’Euskera Científic a l’Escola Tècnica Superior d’Enginyers Industrials de la Universitat de Navarra. Alhora, ha estat des del 2004 professor en el postgrau Hiznet en Planificació Lingüística organitzat per la Societat d’Estudis Bascos.
Com a expert en assumptes de normalització, des de 1987 ha treballat a la Reial Acadèmia de la Llengua Basca, i de 1989 a 1993 va ser convocat pel Govern Basc per ser membre del Consell Assessor de l’Euskera a Euskadi.
El Col·legi d’Enginyers Industrials d'Àlaba, Guipúscoa i Navarra li va fer un homenatge a Sant Sebastià l’any 1992, per la feina duta a terme a favor de l'euskera.

## Tecnologia lingüística

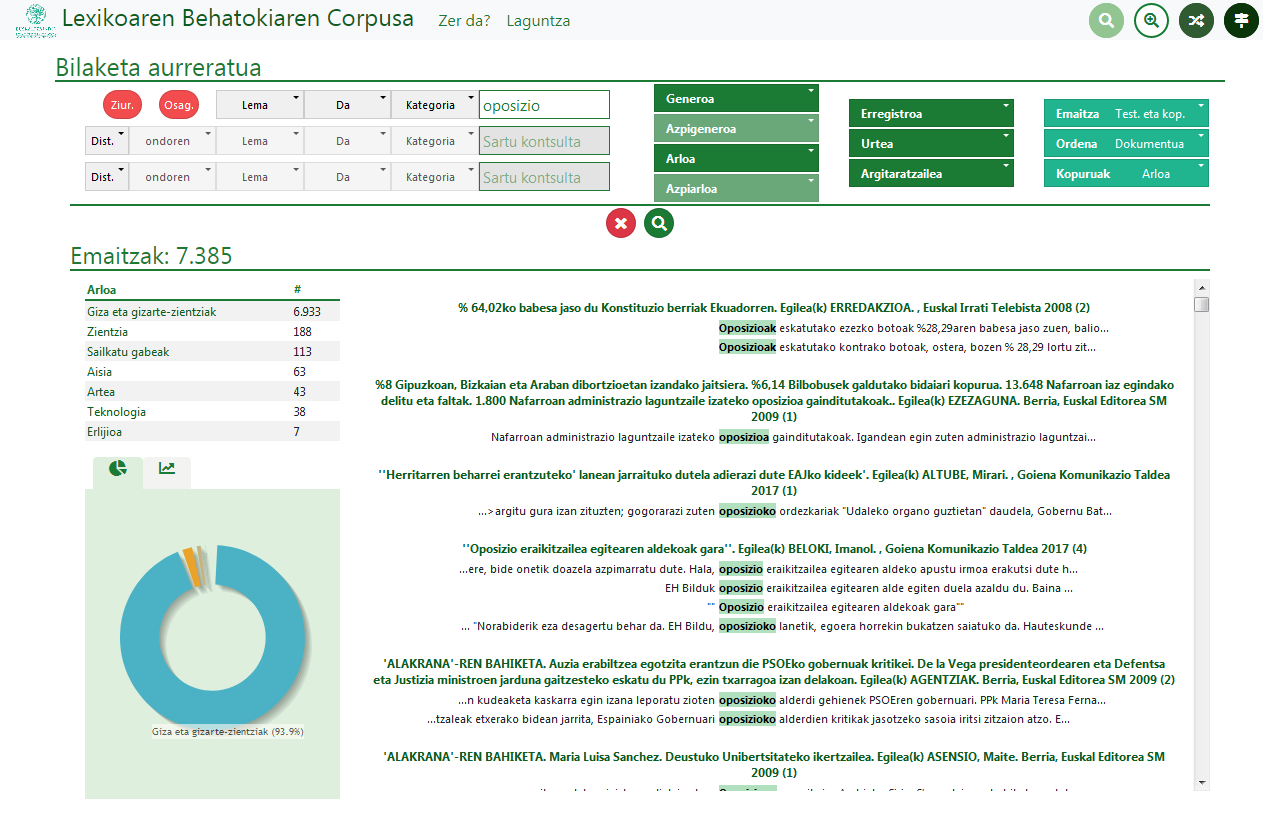
Pantalla per a consultar el corpus de l'Observatori del Lèxic d'Euskaltzaindia (Lexikoaren behatokia)

En aquest camp d’investigació és usuari, investigador i divulgador. Andoni Sagarna va ser usuari avançat de l’aplicació informàtica desenvolupada per Klaudio Harluxet, per encàrrec de Joseba Intxausti, per gestionar més fàcilment els diccionaris de l’UZEI. Va tocar aquest tema en el discurs introductori que va oferir a la Universitat Basca d’Estiu del 1987, amb una presentació anomenada Terminologi bankuak (“Bancs terminològics”).

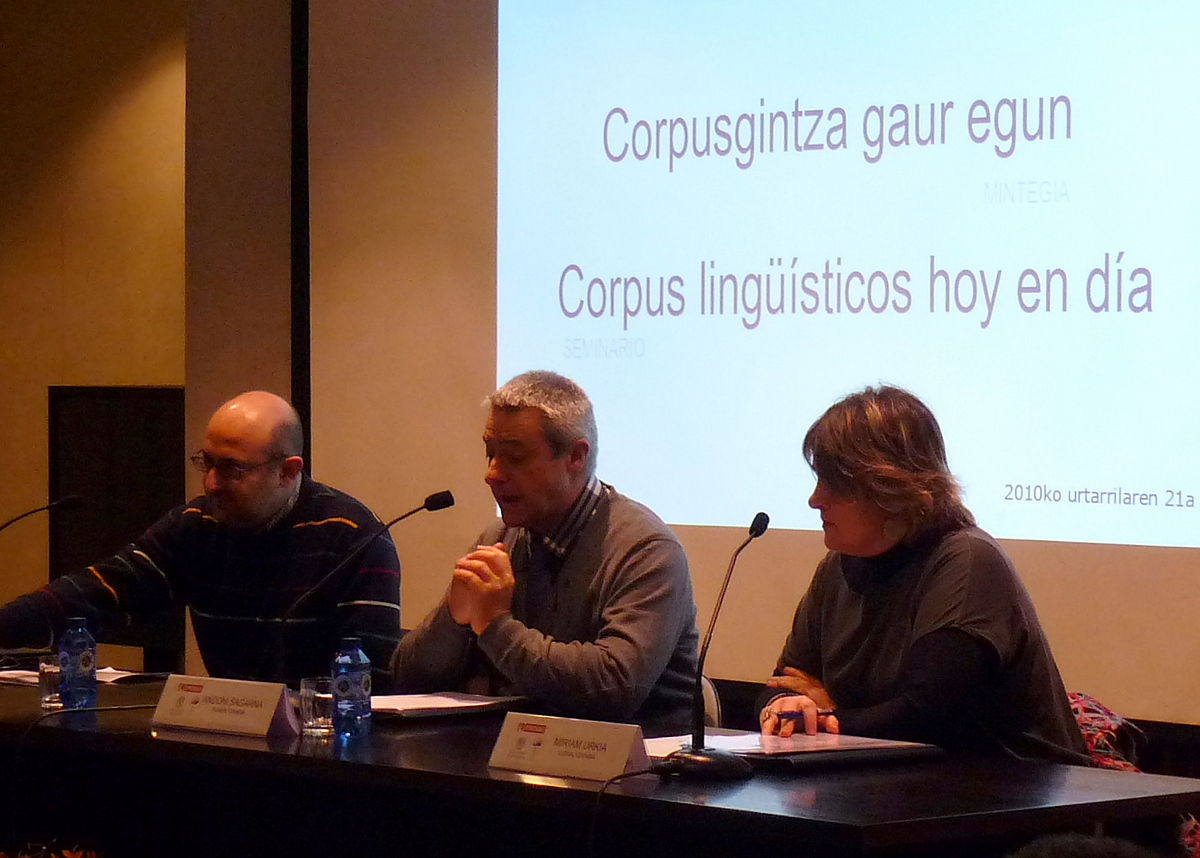
L'euskaltzaina Andoni Sagarna amb Xavier Gómez i Mirian Urkia en una presentació sobre corpus lingüístics (2010).

Sagarna va ser el promotor principal per crear el corpus estadístic de l'euskera del segle xx. Ell va definir-hi en aquell moment mètodes molt precisos, d’una banda per aconseguir l’inventari d’ús de la llengua, i de l’altra, per definir la mostra estadística que haurà de ser una “bona fotografia” de tots aquells textos. Seguint aquesta trajectòria, avui en dia és el director del projecte Observatori del Lèxic de la Reial Acadèmia de la Llengua Basca. El projecte Observatori del Lèxic es va posar en marxa per iniciativa de l’Acadèmia el 2007, responent a una proposta de l’Equip de Treball de l'Hiztegi Batua (“Diccionari Unificat”), i en col·laboració amb el Grup Ixa, amb l’UZEI i amb Elhuyar. El resultat del projecte és el corpus del mateix nom, el qual pot consultar-se en línia. Ha creat un corpus textual de 60 milions de paraules fins al 2017. El corpus està processat automàticament i etiquetat lingüísticament i ofereix a l’usuari la funcionalitat de consulta característica dels corpus lingüístics.
De 1999 al 2004 va ser responsable dels projectes de l’àmbit d’informàtica a l'empresa Plazagunea. Allà va participar directament en la creació del buscador Jalgi, entre d'altres. Fins que es va retirar el 2004, va treballar en la creació de productes d’oci i cultura al grup empresarial Elkar. Com que va ser director de l’àmbit I+D+i en aquest grup, sempre ha estat al corrent i pendent de les últimes aportacions de la tecnologia lingüística, i les ha anunciat al blog Iparrorratza.

## Reial Acadèmia de la Llengua Basca
Va ser nomenat acadèmic corresponent el 1987, i des de llavors treballa a l'equip de treball del Diccionari Unificat dins de la Reial Acadèmia de la Llengua Basca. Va ser membre de la comissió per al Fixament dels Criteris Lexicològics (LEF) i secretari-responsable de la comissió EEBS (Recopilació Sistemàtica de l’Euskera Actual). N’és acadèmic de número des del 22 de desembre de 2006 i cap de la secció d’Investigació (Iker saila) des del 28 de novembre de 2008. Ha estat membre del Consell de Redacció de la revista Euskera, i des del 2007 és cap del projecte Observatori del Lèxic.
Cal destacar la seva aportació a la Reial Acadèmia de la Llengua Basca, sobretot integrant la tecnologia en la creació de corpus, en lexicografia i en la modernització de l’acadèmia.

## Publicacions
A la base de dades Inguma de la comunitat científica basca s'han recopilat més de 90 obres escrites per Andoni Sagarna. Les publicacions de Sagarna pertanyen a diferents àmbits.

### Llibres
Aquests són els més destacables:
- Soziologiaren hastapenak (1970)

- Energia (UEU, 1978, Felix Azpiroz Arrillaga, Luis María Bandrés Unanue, Xabier Larrea, Andoni Sagarna Izagirre i Mikel Zalbide Elustondo)
- Teknologia elektrikoa (Elhuyar, 1981, Luis María Bandrés Unanue i Andoni Sagarna Izagirre).
- Hizkuntza minorizatuen soziologia (en col·laboració, 1986).
- Euskara-irakaslearen eskuliburua (1989, en col·laboració).

### Diccionaris

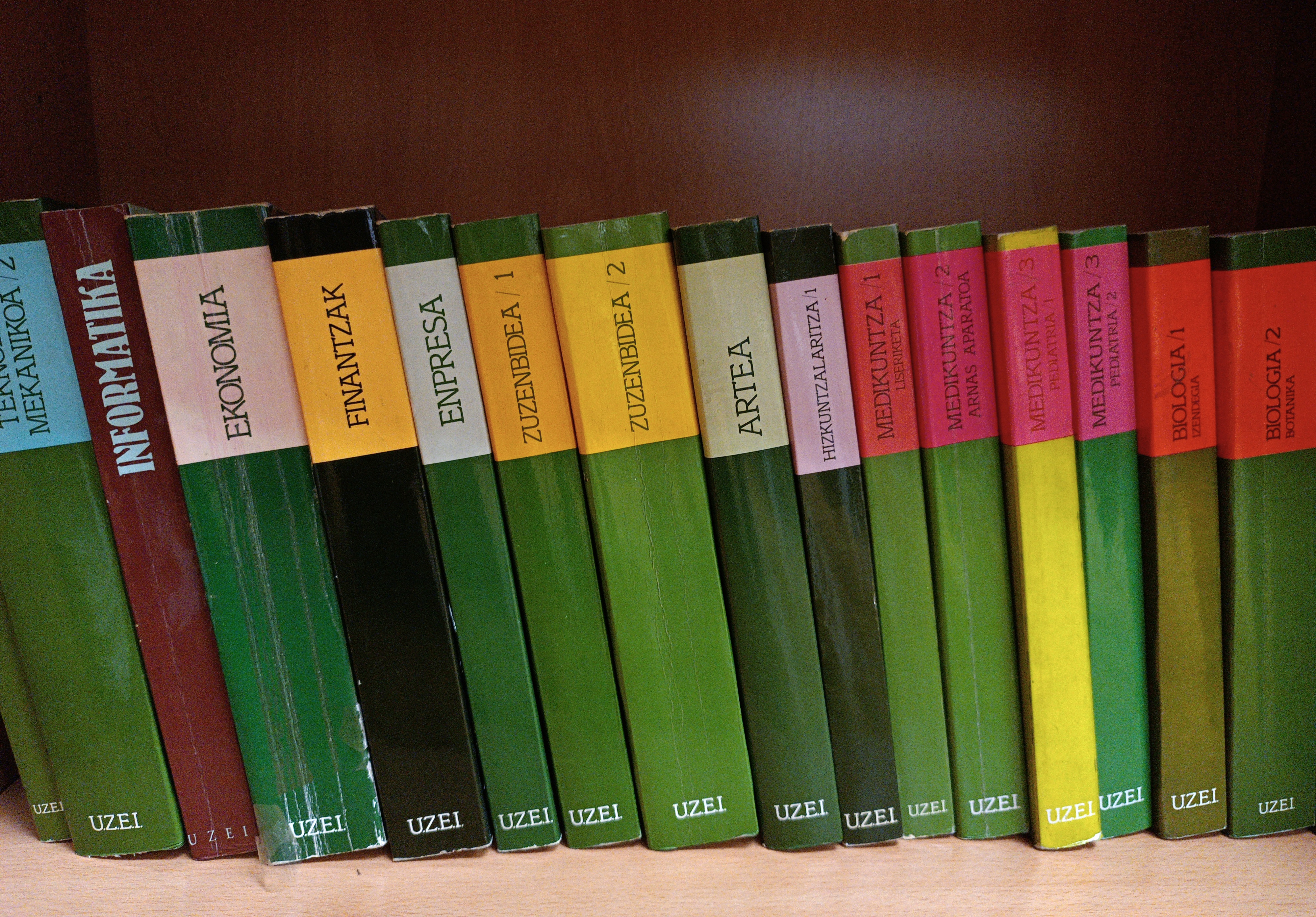
Diccionaris d'UZEI

Va participar en la creació dels següents diccionaris:
- Fisika (1980)

- Kimika (1980)

- Kirolkidea de l’àmbit esportiu (1982)

- Banka (1983)

- Teknologia mekanikoa (1985, Sagarna en va ser l'encarregat especial)
- Kirola/1: futbola (1985)

- Glotodidaktika (1987)

### Divulgació científica
Ha tingut una gran participació també a les xarxes socials, i ha escrit a més diversos articles de divulgació.

### Traduccions
- Koldo Saratxaga: Harreman-estilo berri bat, (traducció ES > EU d’Andoni Sagarna), Elkar, 2007. ISBN 84-9783-542-5